# Dan Zahavi
Dan Zahavi (Copenaghen, 6 novembre 1967) è un filosofo danese.
Attualmente è docente presso l'università di Copenaghen e l'università di Oxford.

## Biografia
Dan Zahavi è nato a Copenaghen, in Danimarca, da padre israeliano e madre danese. Ha studiato fenomenologia all'Università di Copenaghen, conseguendo il dottorato di ricerca nel 1994 presso gli Archivi Husserl della Katholieke Universiteit di Lovanio, in Belgio, con Rudolf Bernet come supervisore. Nel 1999 ha ottenuto l'abilitazione presso l'Università di Copenaghen, dove nel 2002 ha ottenuto una cattedra e il ruolo direttore del Center for Subjectivity Research. Dal 2018 è docente anche presso l'Università di Oxford.

## Pensiero
Zahavi scrive di fenomenologia (con riferimento in particolar modo alla filosofia di Edmund Husserl) e di filosofia della mente. Nei suoi testi si è occupato principalmente di temi come il sé, l'autocoscienza e l'intersoggettività. È co-editore della rivista Phenomenology and the Cognitive Sciences. Le opere di Zahavi sono state tradotte in più di trenta lingue.

## Lista parziale delle opere
- Dan Zahavi, Intentionalität und Konstitution: Eine Einführung in Husserls Logische Untersuchungen, Museum Tusculanum Press, 1992.
- Dan Zahavi, Husserl und die transzendentale Intersubjektivität, Kluwer Academic Publishers, 1996.
- Dan Zahavi, Self-awareness and Alterity, Northwestern University Press, 1999.
- Dan Zahavi, Husserl's Phenomenology, Stanford University Press, 2003 (trad.it. La fenomenologia di Husserl, Rubbettino, 2011).
- Dan Zahavi, Subjectivity and Selfhood: Investigating the first-person perspective, MIT Press, 2005.
- Dan Zahavi, Phänomenologie für Einsteiger, Wilhelm Fink Verlag, 2007.
- Dan Zahavi, The Phenomenological Mind (con Shaun Gallagher), Routledge, 2008 (trad. it. La mente fenomenologica, Raffaello Cortina, 2009).
- Dan Zahavi, The Phenomenological Mind. 2nd Edition (con Shaun Gallagher), Routledge, 2012 (trad.it. La mente fenomenologica, Raffaello Cortina, 2022).
- Dan Zahavi, Self and Other: Exploring Subjectivity, Empathy, and Shame, Oxford University Press, 2014.
- Dan Zahavi, Husserl's Legacy: Phenomenology, Metaphysics, and Transcendental Philosophy, Oxford University Press, 2017.
- Dan Zahavi, Phenomenology: The Basics, Routledge, 2019 (trad. it. Il primo libro di fenomenologia, Einaudi, 2023).

| Controllo di autorità | VIAF (EN) 114823158 · ISNI (EN) 0000 0001 1084 9073 · ORCID (EN) 0000-0002-2869-4951 · LCCN (EN) n95074268 · GND (DE) 115073264 · BNF (FR) cb12537018p (data) · J9U (EN, HE) 987007298595105171 · NSK (HR) 000458479 · NDL (EN, JA) 00944161 · CONOR.SI (SL) 174261091 |